# Austrolebias periodicus
Austrolebias periodicus un pez-anual de agua dulce la familia de los rivulines en el orden de los ciprinodontiformes.

## Morfología
Cuerpo esbelto de color marrón con ristras de lunares verdes a azul brillante, los machos pueden alcanzar los 5 cm de longitud máxima.

## Distribución geográfica
Se encuentran en los drenajes del río Ibicuí y del río Cuareim, en el sur de Brasil y norte de Uruguay.

## Hábitat
Viven en pequeños cursos de agua subtropicales, de comportamiento bentopelágico y no migrador.